# Resurrezione di Cristo (Annibale Carracci)
La Resurrezione di Cristo è un dipinto di Annibale Carracci, conservato nel Musée du Louvre di Parigi. L'opera è talora menzionata in letteratura come Resurrezione Angelelli, dal nome della famiglia bolognese che ne fu a lungo proprietaria.

## Storia del dipinto
Il dipinto fu realizzato per la cappella privata di Palazzo Luchini a Bologna. La dimora fu in seguito ceduta alla famiglia Angelelli, che così acquisì anche la tela. I nuovi proprietari ne fecero successivamente dono al convento bolognese del Corpus Domini, dove venne collocata nella cappella dedicata a santa Caterina de' Vigri.
Nel 1797, con l'occupazione napoleonica della città, il quadro fu requisito dai francesi ed inviato a Parigi per non fare più ritorno in Italia.
Notizia degna di menzione pervenutaci su questo dipinto attiene l'altissima quotazione pecuniaria che esso raggiunse già sul finire del Seicento, tra le più alte documentabili su un'opera di quel periodo.
In effetti, come testimoniano varie fonti, la Resurrezione divenne una delle opere più celebrate tra quelle di Annibale presenti a Bologna nonché uno dei paradigmi della scuola pittorica felsinea a cavallo tra Cinque e Seicento.
Destano pertanto una certa meraviglia le notizie riferite dal Bellori a proposito del modesto compenso ottenuto da Annibale Carracci per l'esecuzione del dipinto, in parte pagato addirittura con derrate alimentari.
Il dipinto è firmato e datato con la dicitura ANNIBAL CARRATIUS PINGEBAT. MDXCIII. Formula solenne (da Annibale mai usata in precedenza) in cui ancora il Bellori scorge la consapevolezza e l'orgoglio del pittore per aver realizzato un'opera eccezionale.

## Descrizione e stile

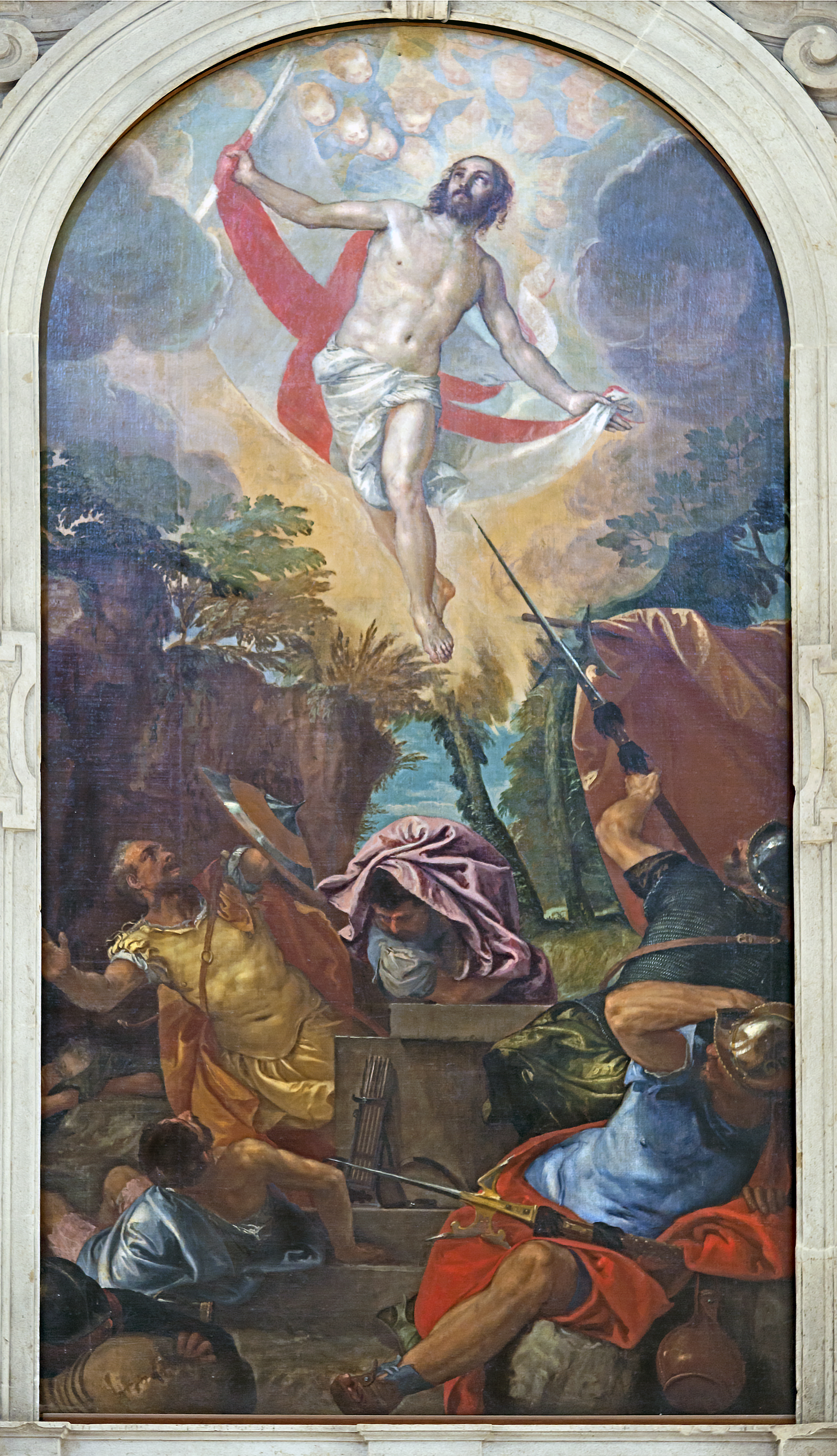
Paolo Veronese, Resurrezione, 1560 ca., Chiesa di San Francesco della Vigna, Venezia

Nella parte alta della tela Cristo risorto è circondato da una schiera angelica mentre con la sinistra sostiene il vessillo della croce. Tra le nubi che sorreggono gli angeli si irradia una calda luce sovrannaturale che contrasta con l'atmosfera brumosa e crepuscolare della restante parte dello sfondo.
Cristo si libra al di sopra del sepolcro che, a sottolineare il miracolo in corso, è chiuso e sigillato da un cartiglio ancora intatto. 
Un soldato, in secondo piano al centro della composizione, indica ad un uomo in turbante lo stupefacente dettaglio del sigillo integro. Un altro soldato addirittura dorme sulla pietra tombale, poggiandovi tutto il suo peso, ad ulteriore evidenza della prodigiosità della Resurrezione del Signore.
Nella parte bassa della tela altre guardie reagiscono variamente all'evento cui stanno assistendo: alcune si danno alla fuga stupefatte, mentre un'altra dorme ancora ignara del miracolo. 
Nel raffigurare questo gruppo di soldati Annibale dà ottima prova di abilità compositiva, come si evince dalla varietà delle pose di ognuno di essi che rendono con efficacia la concitazione e lo sgomento di questo supremo momento.
Altrettanto notevole è la padronanza degli scorci che Annibale dimostra nella resa plastica degli stessi soldati romani. Si coglie inoltre l'estrema cura con la quale sono state rese le suppellettili (il fiasco rotolante sulla sinistra, il fascio di frecce utilizzato come cuscino dal dormiente in basso, una lucerna) e le armi dei soldati: quasi brani di natura morta all'interno della composizione sacra.
La Resurrezione è l'opera in cui parte della critica vede il punto d'approdo delle ricerche condotte da Annibale negli anni precedenti, con il raggiungimento di un armonico equilibrio tra l'ascendente correggesco (cui è associabile la figura di Cristo e in generale la parte alta del dipinto) e quello veneto.
Tiziano e il Veronese sono modelli verosimilmente avuti in mente da Annibale per l'esecuzione della tela commissionatagli dai Luchini. Del primo, infatti, vi è la citazione letterale del perduto capolavoro raffigurante il Martirio di san Pietro da Verona (dipinto conosciuto attraverso copie ed incisioni): il soldato in fuga sulla sinistra della Resurrezione del Carracci è un'evidente ripresa del confratello del martire Pietro che compariva nel dipinto di Tiziano.
Quanto al Veronese, si colgono analogie compositive ed iconografiche tra la tela di Annibale e alcune delle diverse versioni della Resurrezione realizzate dal Caliari (talora eseguite con l'aiuto della bottega). È il caso in particolare della Resurrezione di Paolo ammirabile nella chiesa veneziana di San Francesco della Vigna, che, nella parte bassa, mostra chiare similitudini con le Resurrezione Angelelli.
Oltre alla summa delle sue esperienze passate, nella tela ora al Louvre sembra evincersi la crescente attenzione di Annibale verso il classico che di lì a non molto tempo dopo esploderà con l'approdo del Carracci a Roma al servizio dei Farnese.
Sempre al Louvre, nel Cabinet des Dessins, si conserva uno studio preparatorio della Resurrezione di Annibale.